# Drugi rząd Silvia Berlusconiego

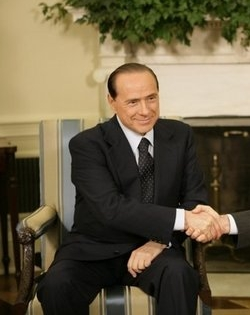
Silvio Berlusconi

Drugi rząd Silvia Berlusconiego – rząd Republiki Włoskiej funkcjonujący od 11 czerwca 2001 do 23 kwietnia 2005. Był najdłużej urzędującym gabinetem od 1861.
Rząd ten powstał po zwycięstwie centroprawicowego bloku Dom Wolności w wyborach parlamentarnych do Izby Deputowanych i Senatu XIV kadencji.
W skład rządu (poza premierem) wszedł 1 wicepremier, 14 ministrów resortowych i 9 ministrów bez teki. Teki objęli przedstawiciele Forza Italia (FI), Sojuszu Narodowego (AN), Ligi Północnej (LN), a także Centrum Chrześcijańsko-Demokratycznego (CCD) i Zjednoczonych Chrześcijańskich Demokratów (CDU), które rok później połączyły się w Unię Chrześcijańskich Demokratów i Centrum (UDC). W trakcie urzędowania dokonano kilku zmian w składzie Rady Ministrów.
Sekretarzem rządu został Gianni Letta, powołano także około 55 wiceministrów i podsekretarzy stanu.
Rząd ten zakończył swoją działalność po kryzysie w koalicji wywołanym przez chadeków, co doprowadziło do dymisji premiera. Wkrótce jednak doszło do podpisania nowego porozumienia pomiędzy dotychczasowymi partnerami i po dokonaniu zmian w składzie gabinetu Silvio Berlusconi ponownie stanął na czele Rady Ministrów.

## Skład rządu
| funkcja                                         | minister               | partia      | okres urzędowania | okres urzędowania |
| funkcja                                         | minister               | partia      | od                | do                |
| ----------------------------------------------- | ---------------------- | ----------- | ----------------- | ----------------- |
| premier                                         | Silvio Berlusconi      | FI          | 11 czerwca 2001   | 23 kwietnia 2005  |
| wicepremier                                     | Gianfranco Fini        | AN          | 11 czerwca 2001   | 23 kwietnia 2005  |
| wicepremier                                     | Marco Follini          | UDC         | 3 grudnia 2004    | 18 kwietnia 2005  |
| minister spraw zagranicznych                    | Renato Ruggiero        | bezpartyjny | 11 czerwca 2001   | 6 stycznia 2002   |
| minister spraw zagranicznych                    | Franco Frattini        | FI          | 14 listopada 2002 | 18 listopada 2004 |
| minister spraw zagranicznych                    | Gianfranco Fini        | AN          | 18 listopada 2004 | 23 kwietnia 2005  |
| minister spraw wewnętrznych                     | Claudio Scajola        | FI          | 11 czerwca 2001   | 3 lipca 2002      |
| minister spraw wewnętrznych                     | Giuseppe Pisanu        | FI          | 3 lipca 2002      | 23 kwietnia 2005  |
| minister gospodarki i finansów                  | Giulio Tremonti        | FI          | 11 czerwca 2001   | 3 lipca 2004      |
| minister gospodarki i finansów                  | Domenico Siniscalco    | bezpartyjny | 16 lipca 2004     | 23 kwietnia 2005  |
| minister obrony                                 | Antonio Martino        | FI          | 11 czerwca 2001   | 23 kwietnia 2005  |
| minister sprawiedliwości                        | Roberto Castelli       | LN          | 11 czerwca 2001   | 23 kwietnia 2005  |
| minister ds. działalności produkcyjnej          | Antonio Marzano        | FI          | 11 czerwca 2001   | 23 kwietnia 2005  |
| minister polityki rolnej i leśnej               | Gianni Alemanno        | AN          | 11 czerwca 2001   | 23 kwietnia 2005  |
| minister edukacji, nauki i szkolnictwa wyższego | Letizia Moratti        | FI          | 11 czerwca 2001   | 23 kwietnia 2005  |
| minister zdrowia                                | Girolamo Sirchia       | FI          | 11 czerwca 2001   | 23 kwietnia 2005  |
| minister pracy i opieki społecznej              | Roberto Maroni         | LN          | 11 czerwca 2001   | 23 kwietnia 2005  |
| minister infrastruktury i transportu            | Pietro Lunardi         | FI          | 11 czerwca 2001   | 23 kwietnia 2005  |
| minister środowiska                             | Altero Matteoli        | AN          | 11 czerwca 2001   | 23 kwietnia 2005  |
| minister kultury                                | Giuliano Urbani        | FI          | 11 czerwca 2001   | 23 kwietnia 2005  |
| minister łączności                              | Maurizio Gasparri      | AN          | 11 czerwca 2001   | 23 kwietnia 2005  |
| minister ds. europejskich                       | Rocco Buttiglione      | UDC         | 11 czerwca 2001   | 23 kwietnia 2005  |
| minister ds. reform i decentralizacji           | Umberto Bossi          | LN          | 11 czerwca 2001   | 20 lipca 2004     |
| minister ds. reform i decentralizacji           | Roberto Calderoli      | LN          | 20 lipca 2004     | 23 kwietnia 2005  |
| minister ds. kontaktów z parlamentem            | Carlo Giovanardi       | UDC         | 11 czerwca 2001   | 23 kwietnia 2005  |
| minister ds. administracji publicznej           | Franco Frattini        | FI          | 11 czerwca 2001   | 14 listopada 2002 |
| minister ds. administracji publicznej           | Luigi Mazzella         | bezpartyjny | 14 listopada 2002 | 2 grudnia 2004    |
| minister ds. administracji publicznej           | Mario Baccini          | UDC         | 2 grudnia 2004    | 23 kwietnia 2005  |
| minister ds. innowacji                          | Lucio Stanca           | FI          | 11 czerwca 2001   | 23 kwietnia 2005  |
| minister ds. regionalnych                       | Enrico La Loggia       | FI          | 11 czerwca 2001   | 23 kwietnia 2005  |
| minister ds. aktywowania programu rządowego     | Giuseppe Pisanu        | FI          | 11 czerwca 2001   | 3 lipca 2002      |
| minister ds. aktywowania programu rządowego     | Claudio Scajola        | FI          | 28 sierpnia 2003  | 23 kwietnia 2005  |
| minister ds. równouprawnienia                   | Stefania Prestigiacomo | FI          | 11 czerwca 2001   | 23 kwietnia 2005  |
| minister ds. Włochów poza granicami kraju       | Mirko Tremaglia        | AN          | 11 czerwca 2001   | 23 kwietnia 2005  |